# غايتان دوفال
غايتان دوفال هو سياسي موريشيوسي، ولد في 9 أكتوبر 1930 في Beau Bassin-Rose Hill ‏ في موريشيوس، وتوفي بنفس المكان في 5 مايو 1996. نشط حزبياً في Parti Mauricien Social Démocrate ‏. وقد انتخب زعيم المعارضة ‏.

## وصلات خارجية
- غايتان دوفال على موقع مونزينجر (الألمانية)